# Buchhofen
Buchhofen település Németországban, azon belül Bajorországban. Lakosainak száma 959 fő (2023. december 31.). Buchhofen Wallerfing, Aholming, Moos és Osterhofen községekkel határos.

## Népesség
A település népessége az elmúlt években az alábbi módon változott:
| Lakosok száma | 877  | 505  | 897  | 891  | 880  | 888  | 879  | 890  | 937  | 959  |
|               | 1970 | 1975 | 2011 | 2012 | 2014 | 2015 | 2017 | 2019 | 2022 | 2023 |